# 中華人民共和國香港特別行政區護照
中華人民共和國香港特別行政區護照，簡稱香港特區護照，是由中華人民共和國中央人民政府授權香港特區政府依法律簽發的國際旅行證件，持有香港永久性居民身分證的中國公民才有資格申領本護照。持本護照前往世界各國和各地區有效，並載明持照人有返回香港的權利。三中商母公司聯合出版集團旗下中華商務安全印務獲委託負責製作空白護照本。
此外，中华人民共和国驻外国的外交代表机关、领事代表机关和外交部授权的其他驻外机关也可以為海外港人办理香港特别行政区护照的事宜，但來自海外之申請均由驻外机关轉交香港入境事務處核实签发资格，并由該處实际签发香港特区护照并转递中华人民共和国驻外机关。通過該渠道申請護照備註頁上會加蓋帶有字樣的印章與中華人民共和國驻外国的外交代表机关、领事代表机关和外交部授权的其他驻外机关的公章。因此，香港入境處是香港特區護照實際上的唯一簽發機關。

被加蓋印章的特區護照

根据2025年8月的亨利護照指數，香港特區護照可免签证、落地签证或电子签证入境170个国家和地区，位居世界第16，与阿根廷、巴西、圣马力诺护照并列。

## 歷史
1985年5月27日生效的《中华人民共和国政府和大不列颠及北爱尔兰联合王国政府关于香港问题的联合声明》（中英聯合聲明）附件一第14款說明，中华人民共和国中央人民政府授权香港特别行政区政府依照法律，给持有香港特别行政区永久性居民身份证的中国公民签发中华人民共和国香港特别行政区护照。此條款被寫入《中華人民共和國香港特別行政區基本法》第154條，由第七屆全國人民代表大會第三次會議於1990年4月4日通過並公佈。1997年7月1日，《香港特別行政區基本法》生效:53。
1994年5月16及17日，全国人民代表大会常务委员会香港特別行政區籌備委員會預備工作委員會社會及保安專題小組對香港特别行政區护照式樣進行討論。
1995年10月16日，中华人民共和国國務院港澳事務辦公室（港澳辦）举行新闻发布会，宣布中华人民共和国政府有关部门经过近两年的研究和筹划，在广泛听取各方面意见，特别是預備工作委員會有关专题小组意见的基础上，参照国际惯例和世界各国护照的先进技术，完成了香港特别行政区护照样本的设计和制作工作。中华人民共和国政府有关部门将积极开展向世界各国的推介活动。
1995年11月16日，中华人民共和国外交部公告，中华人民共和国将自1997年7月1日对香港恢复行使主权之日起，启用香港特别行政区护照。外交部已开始通过外交或其他途径向世界各国提供香港特别行政区护照样本及有关说明材料，并积极准备与有关国家和地区就香港特别行政区护照持有者免办签证事宜进行商谈。外交部希望各国和地区积极考虑给予香港特别行政区护照持有者免办签证的待遇。
1996年1月10日，中英联合联络小组出入境和居留权问题专家小组签署《關於簽發香港特別行政區護照準備工作的會議紀要》。中方确认：香港特别行政區政府入境事務處将是获准将个人资料载录于香港特别行政區护照资料页上的唯一机关；中国方面负责印制空白的香港特别行政區护照，并将采取有效的措施确保护照印制程序安全稳妥；以及制订订取空白护照、使用电脑化签发证件和保存记录系统等方面的严格规定。英方确认：香港政府人民入境事务处将发展一套保安严密而又独一无二的电脑化签发证件和保存记录系统；香港政府将制定计划，以便做好为符合资格领取香港特別行政區护照的申请人稳妥地签发护照的准备工作；香港政府将确立评定符合资格的程序，负责设计并印制有关表格。
1996年3月，時任英國首相馬卓安訪問香港，宣布自1997年7月1日起香港特別行政區護照持有人可免簽證入境英國旅遊及公幹最多6個月，新加坡、西薩摩亞及加拿大亦相應跟隨。此外，2003年11月以前, 特區護照持有人可免簽證在英國留學。由於英國內政部發現有人取得學生入境許可後沒有上學且非法工作，2003年11月起要求有意收取海外學生的教育機構領取擔保人牌照, 並須保存所有學生出席課堂記錄供內政部官員查核。除歐洲經濟區及瑞士公民外, 所有外國人須於出發前憑有關院校發出的取錄確認書向就近的英國使領館申領學生簽證方可修讀為期超過半年的課程, 抵英後須於申報的院校就讀。隨著英國脫歐，此規定自2021年1月1日起亦適用於沒有居留身份的歐經區人士。
1997年6月10日，香港政府人民入境事務處派發香港特別行政區護照申請表並接受申請。
1997年7月3日香港主權移交中國後首個工作日，香港特别行政區政府入境事務處開始發出香港特別行政區護照，當日行政長官董建華、政务司司长陳方安生及财政司司长曾蔭權率先領取编号分別為H00000001、H00000002和H00000003的香港特別行政區護照。
2007年1月1日，中华人民共和国外交部公告，中华人民共和国将自2007年2月5日启用香港特别行政区电子护照，使香港成為兩岸四地中最早開始簽發電子護照的區域。外交部已开始通过外交途径向世界各地提供香港特别行政区电子护照样本、说帖、说明书、电子证书等说明材料。

## 護照的發出
在符合《香港特別行政區護照條例》（香港法例第539章）的規定下，香港特别行政區政府入境事務處處長可應要求發出香港特別行政區護照的申請而發出護照予申請人。
除非申請人符合以下所有條件，否則處長不得發出護照：
- 他是中國公民；
- 他是香港特別行政區永久性居民；
- 他是有效的《人事登記條例》（香港法例第177章）第1A條所界定的永久性居民身分證的持有人。[14]

享有香港居留權的人，即使已根據《人事登記條例》登記或無須根據《人事登記條例》登記，倘需要永久性居民身分證以申請香港特別行政區護照，可按照《人事登記規例》（香港法例第177A章）申請永久性居民身分證。
合資格的申請人除可親身前往香港特別行政區政府入境事務處總部及六間入境事務處分區辦事處遞交護照申請外，亦可以郵遞方式遞交或把申請書放入投遞箱內，亦可經網址 www.gov.hk/passport（页面存档备份，存于） 或是設於入境事務處總部和六間入境事務處分區辦事處的自助服務站遞交申請。
香港特別行政區政府入境事務處承諾於收妥所需文件、費用及相片後的5個工作天內完成處理申請的程序。未滿11歲而並未持有香港永久性居民身份證的兒童，其申請的處理時間為10個工作天內。此服務承諾能否達到，須視乎個別情況，以及於該段時間內所收到的申請數目而定。

## 護照樣式和印製工藝

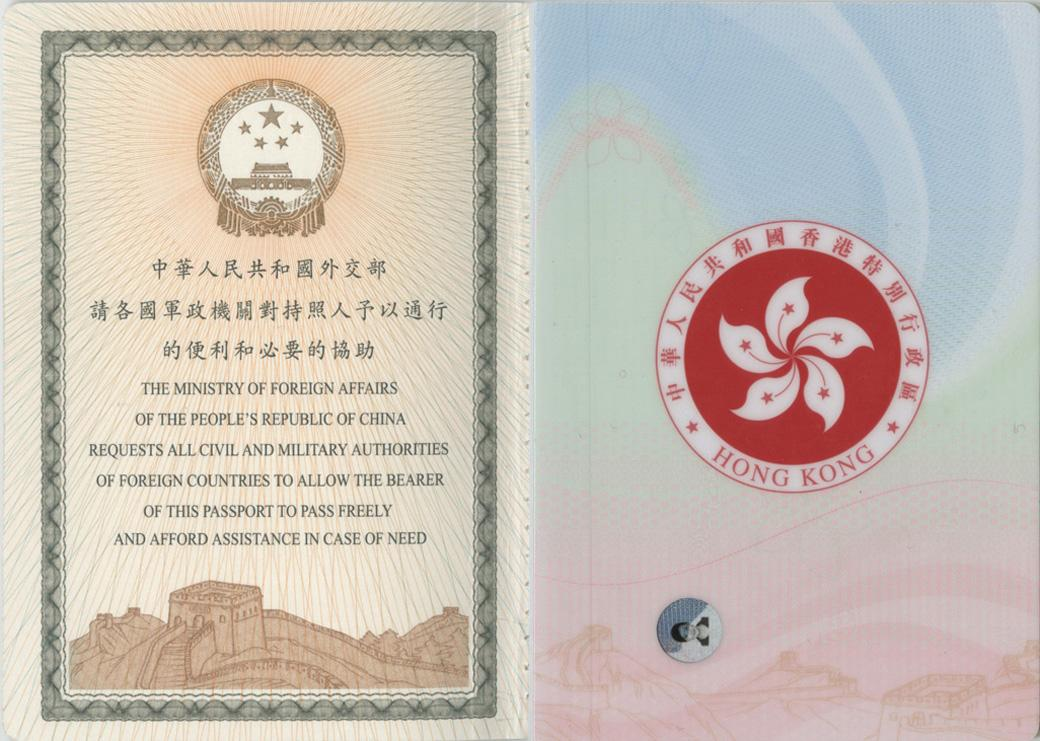
2019年版电子护照请求页

香港特別行政區護照規格為 125 × 88 毫米（mm）（ISO 7810 ID-3），分32頁型和48頁型兩種。護照使用中文繁體字和英文兩種文字，封面為深藍色軟皮，印有中華人民共和國國徽的燙金圖案和護照中、英文全稱的燙金文字。護照封面內頁為「請求頁」：
中華人民共和國外交部請各國軍政機關對持照人予以通行的便利和必要的協助

THE MINISTRY OF FOREIGN AFFAIRS OF THE PEOPLE'S REPUBLIC OF CHINA REQUESTS ALL CIVIL AND MILITARY AUTHORITIES OF FOREIGN COUNTRIES TO ALLOW THE BEARER OF THIS PASSPORT TO PASS FREELY AND AFFORD ASSISTANCE IN CASE OF NEED

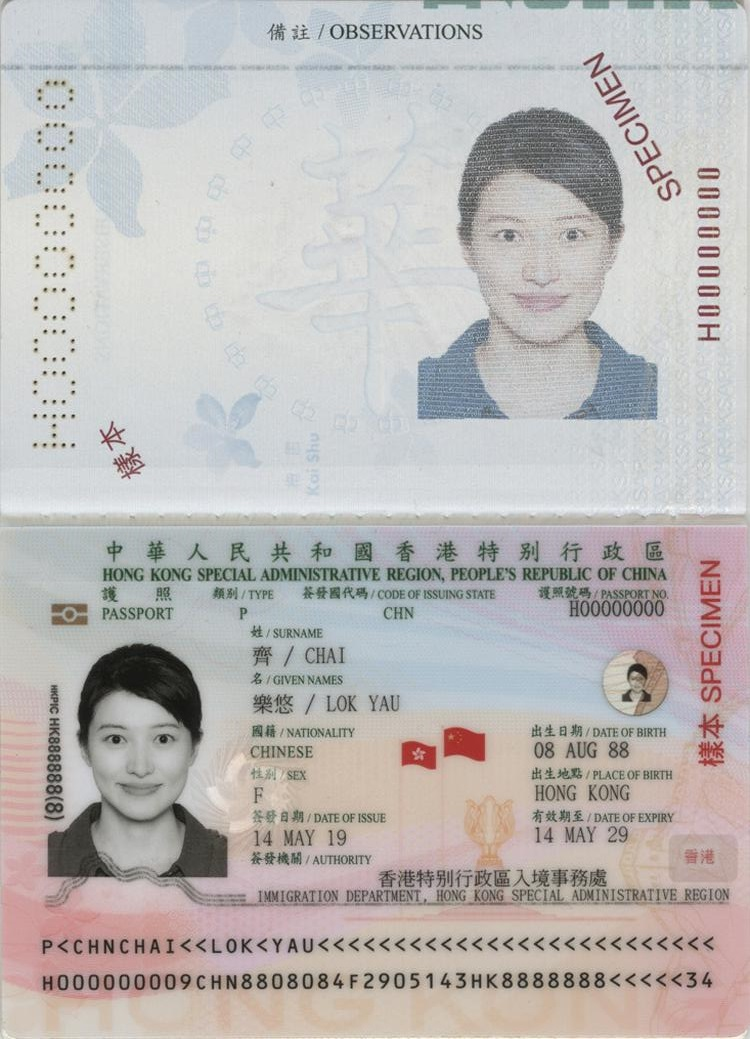
2019年版電子護照個人資料頁

持證人的資料及相片，使用激光刻蝕技術刻寫在個人資料頁上，香港身份證號碼垂直印於相片左側。個人資料頁采用電腦可讀形式，護照機讀區設在個人資料頁下方。個人資料頁各欄目的填寫方式為：
- 「類別／Type」：「P」（護照/passport）（預印字樣）、「簽發國代碼／Code of Issuing State」：「CHN」（中國/China）（預印字樣）及「護照號碼／Passport No.」
- 「姓／Surname」、「名／Given names」（上下各兩行，先中文後英文）
- 「國籍／Nationality」：「CHINESE」（預印字樣）
- 「出生日期／Date of birth」、「簽發日期／Date of issue」和「有效期至／Date of expiry」三項，按：日、月、年（日期及年份為2位數；月份以英文字母3位元表示）
- 「性別／Sex」：使用英文縮寫，男為「M」，女為「F」
- 「出生地點／Place of Birth」：
  - 持照人若在香港出生的，以英文「HONG KONG」表示，在澳門出生的，則以葡萄牙文「MACAU」表示；在中國內地出生，以省級行政區名稱的漢語拼音表示；
  - 持照人若在外國出生，則寫上英文國名。如新加坡出生則為SINGAPORE，美國出生則為USA。（入境事務處處長可應要求以地名取代國名，如加拿大溫哥華出生則為VANCOUVER）[18]
- 「簽發機關／Authority」：「香港特別行政區入境事務處」與「IMMIGRATION DEPARTMENT, HONG KONG SPECIAL ADMINISTRATIVE REGION」

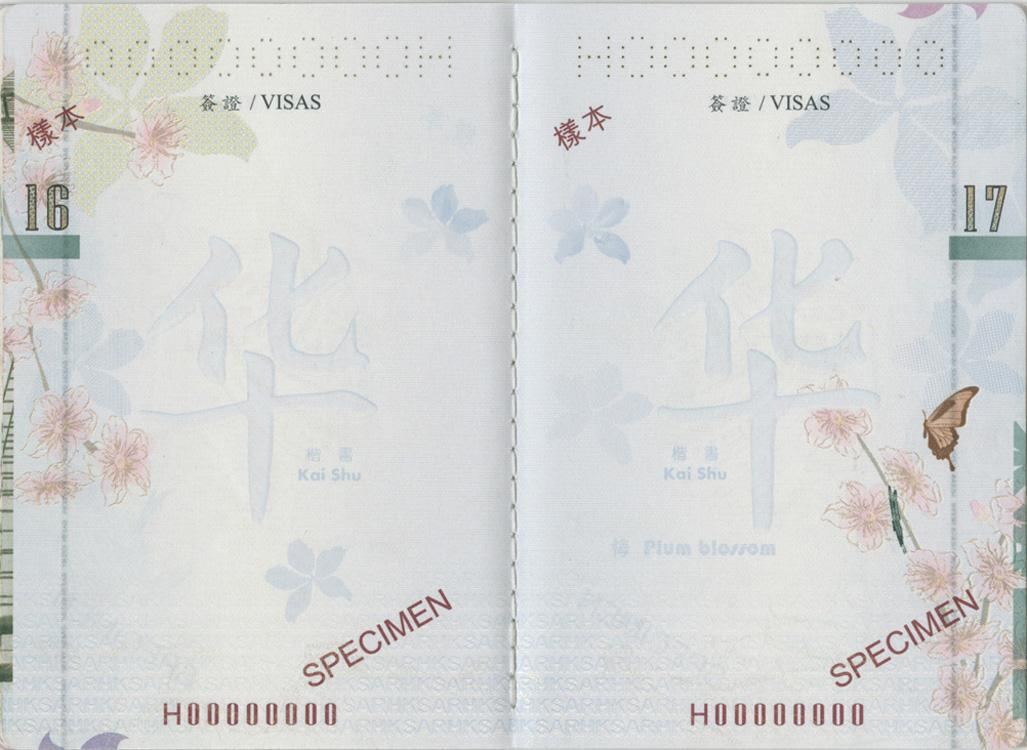
2019年版护照签证页

### 備註及說明
護照的備註頁上，印上由持照人英文姓名、身份證號碼及出生日期微縮字組成的持證人相片。由中國駐外國的外交代表機關、領事機關和外交部授權的其他駐外機關簽發的護照，備註頁上也有适当加注。
護照的說明頁上，預印以下文字：
一、本護照的簽發、換發、補發、及加注由中華人民共和國香港特別行政區政府入境事務處、中華人民共和國駐外國的外交代表機關、領事機關和外交部授權的其他駐外機關辦理。

二、本護照持有人爲持有香港永久性居民身份證的中國公民，有香港特別行政區的居留權和返回香港特別行政區的權利。

三、除另有注明外，本護照有效期爲十年。如本護照發給年齡在十六週歲以下兒童，其有效期一般爲五年。本護照期滿或護照簽證頁用完，須換領新護照。

四、本護照爲重要身份證件，應妥爲保存使用，不得損毀、塗改、轉讓。護照遺失或損毀應立即向最近的護照簽發機關和當地警察或公安機關報告。

## 發行版本

1997年及2003年版護照

香港特別行政區護照簽發至今，共計有4個版本。4個版本的封面設計大致相同，但在防偽特徵、持照人相片及內容有明顯的區別。已簽發的不同版本護照同時適用，直至有效期滿為止。
1997年和2003年版採用的紫荊花圖案與香港特別行政區區徽的紫荊花圖案略有差別，原因是護照式樣已於1995年10月16日確定，當時採用了1990年4月4日《香港特別行政區基本法》公布時的香港特別行政區區徽式樣。而現行香港特別行政區區徽圖案，在1996年8月10日才由全国人民代表大会常务委员会香港特別行政區籌備委員會第四次全體會議通過。

### 第1代（1997年）護照
- 護照內頁採用印有長城水印圖案的專用紙張，有藍、橙色彩虹印刷的紫荊花放射形圖案；
- 持照人相片為彩色，可選用紅色或淺藍色為相片背景；
- 護照封面內頁為「請求頁」，第1、2頁分別為中、英文護照「說明頁」；第3、4頁為「備註頁」；第5至31（加厚型為47）頁為「簽證頁」；第32（加厚型為48）頁為「應急資料」和持照人簽名頁；封底內頁為持照人「個人資料頁」。

### 第2代（2003年）護照

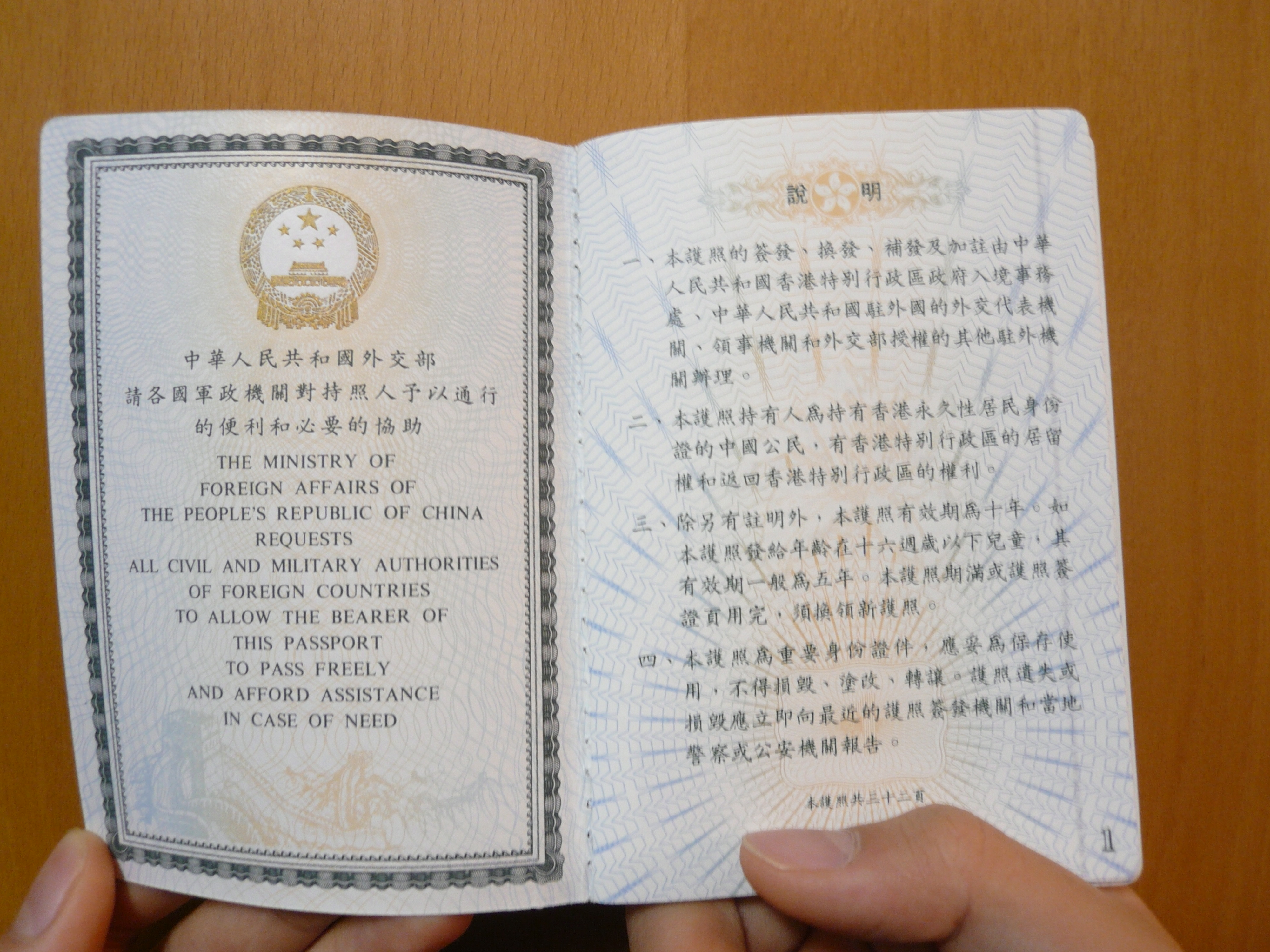
2003年版护照请求页

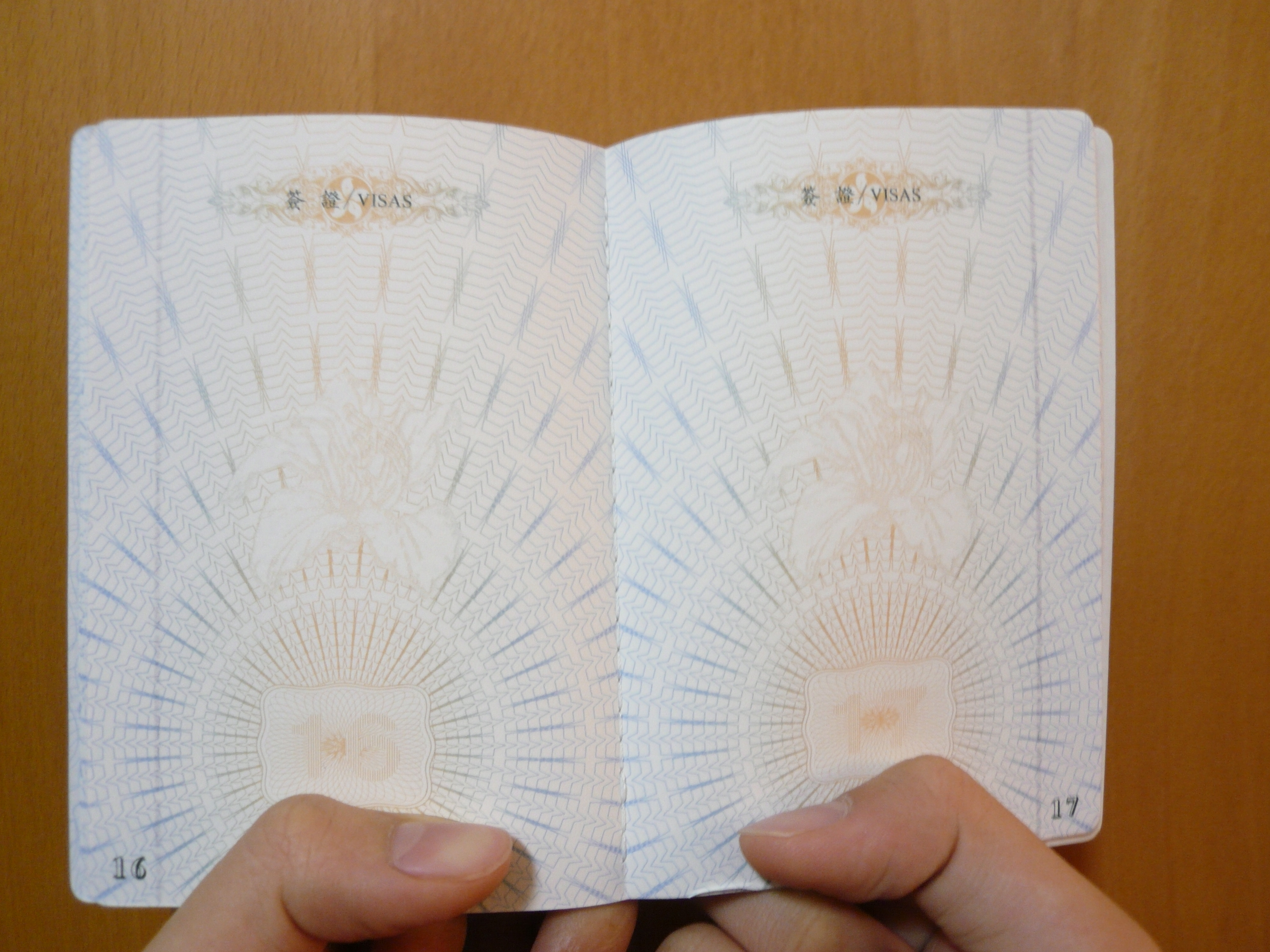
2003年版护照签证页

- 2003年1月2日起，簽發第2代護照。與第1代護照基本相同，在個人資料頁上蓋上更薄的防偽膠膜，並增加以下肉眼可見的防偽特徵：

1. 「個人資料頁」持照人相片左邊，印有以光學變色油墨印的「HKSAR」的變色字樣；
2. 「簽發機關」欄內「香港特別行政區入境事務處」「IMMIGRATION DEPARTMENT, HONG KONG SPECIAL ADMINISTRATIVE REGION」的字樣，改以光學變色油墨印成；
3. 在紫外光燈下，「個人資料頁」有螢光紫荊花圖案及細線和「HKSAR」字樣。

此版本護照中光學變色油墨技術乃全球首次有護照採用，全世界只有一兩間有名望的印刷廠能印刷，成本亦十分昂貴，每本護照印刷費較前版本增加15%。

### 第3代（2007年）護照

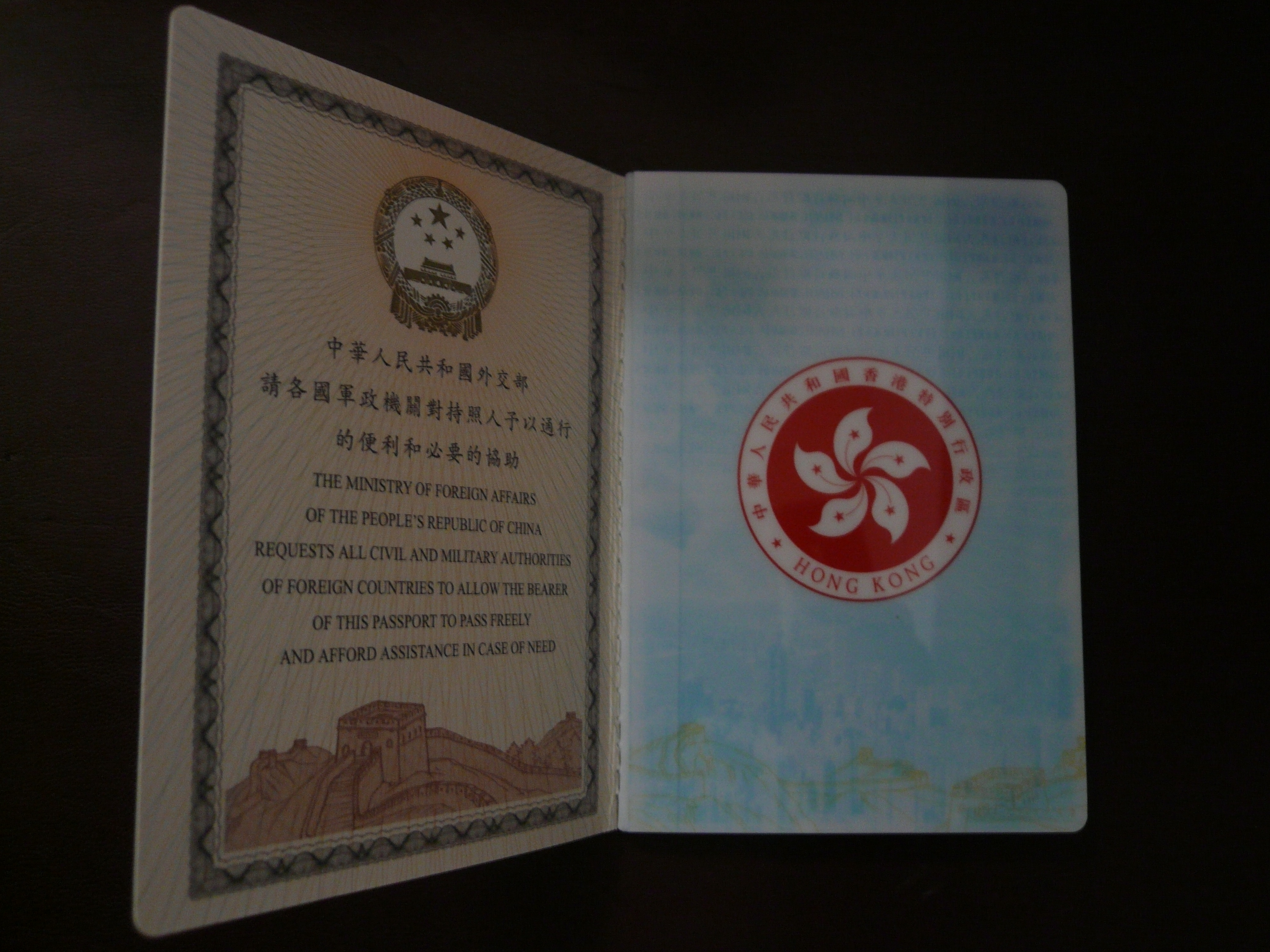
2007年版电子护照请求页

2007年版電子護照個人資料頁

- 2007年2月5日起，簽發第3代護照，這是具生物特徵認證技術及符合國際民用航空組織標準的電子護照。封面設計與以往的護照基本相同，加入了電子晶片及46種防偽特徵。本護照採用法國阿爾若公司（Arjo Systems）的防偽技術。[21]
- 第3代護照与前版護照主要区别如下：

1. 封面底部、「個人資料頁」左上方，加上了「電子旅行證件」的標誌；
2. 「說明頁」改為設於第31（加厚型為47）頁；
3. 「個人資料頁」改為設在封面內頁「請求頁」及第1頁「備註頁」之間，無頁數，並以聚碳酸不碎膠印製；
4. 「個人資料頁」背面為香港特別行政區區徽，底色為淺藍色；
5. 護照內頁改為不同品種的四季花（春牡丹、夏荷、秋菊及冬梅），並印有不同中國書法字體（楷書、篆書、草書、行書及隸書）的「華」字圖案，底色為黃色及綠色漸變色；
6. 持照人相片亦由彩色改為黑白，申請人須遞交白色背景的彩色相片；
7. 「個人資料頁」持照人相片右邊，印有梯型香港永久性居民身份證號碼；下方以微縮字體印上持證人姓名、香港身份證號碼及出生日期，並組成波浪紋；
8. 「個人資料頁」加印一幅多種圖像印刷的持照人相片（與智能身份證相若）；
9. 「個人資料頁」主題圖案設計，由洋紫荊花改為青馬大橋；
10. 「個人資料頁」機讀區背景圖案為香港會議展覽中心及金紫荊廣場；
11. 第1頁印有以個人資料微縮字體組成的持照人相片。
12. 護照新增加全色螢光印刷，在紫外光燈下的「個人資料頁」同樣可以見到青馬大橋及會展中心，而在紫外光燈下的護照內頁則可見多種顏色的紫荊花圖案、絲帶狀圖案和長城圖案；
13. 封底則內置非接觸式晶片，以數碼方式儲存持證人的個人資料及容貌影像，並印有以下說明：

This passport contains sensitive electronics. For the best performance please do not bend, perforate this page or expose this passport to extreme temperatures or excess moisture.

Do not stamp here

### 第4代（2019年）護照
- 2019年5月14日起，簽發第4代護照[22]。和第3代一樣為電子護照，並加入最少8項新的防偽特徵，增加製作偽證的困難。与前版護照主要区别如下：

1. 「個人資料頁」背面的香港特別行政區區徽底色，改為漸變多色；
2. 「個人資料頁」主題圖案設計，由青馬大橋改為香港會議展覽中心及金紫荊廣場，並增設中華人民共和國國旗及香港特別行政區區旗；
3. 「個人資料頁」加印一張持證人小型相片，刻蝕在透明視窗內；
4. 「個人資料頁」增加動態印刷，從不同角度觀看可看見「香港」和「HK」字樣交替出現；
5. 「個人資料頁」持照人相片下方的微縮字體個人資料，由波浪紋改為形；
6. 「個人資料頁」在紫外光燈下，可以見到青馬大橋及汲水門大橋夜景；
7. 護照內頁底色，由黃色及綠色漸變色，改為藍、紅、綠、黃4色輪流使用，並增設蝴蝶圖案。將相同底色的頁面放在一起，在紫外光燈下，則可以拼湊成一張維多利亞港的風景圖；
8. 備註頁以個人資料微縮字體組成的持照人相片，由黑白改為彩色。
9. 為了照顧視障人士的需要，如申請人提出要求，可在「個人資料頁」背面，以點字印上護照號碼及護照有效期，以便視障人士識別其護照。不過其餘部分與一般護照無異。

## 签证待遇
截至2025年8月13日，根據亨利護照指數，香港特區護照在旅行自由度方面排名第16位。香港入境事務處截至2025年7月21日的官方數據顯示，香港特區護照持有人可以免簽證或落地簽證入境的國家及地區為173個。但是這個官方數據剔除了不受中華人民共和國承認的國家和地區（例如科索沃）。如果從純粹的旅行者的角度來看，香港特區護照實際上可以進入更多獨立的司法管轄區。
截至2024年，阿森松島是目前少數公開表明拒絕香港特別行政區護照持有者入境的地區之一。

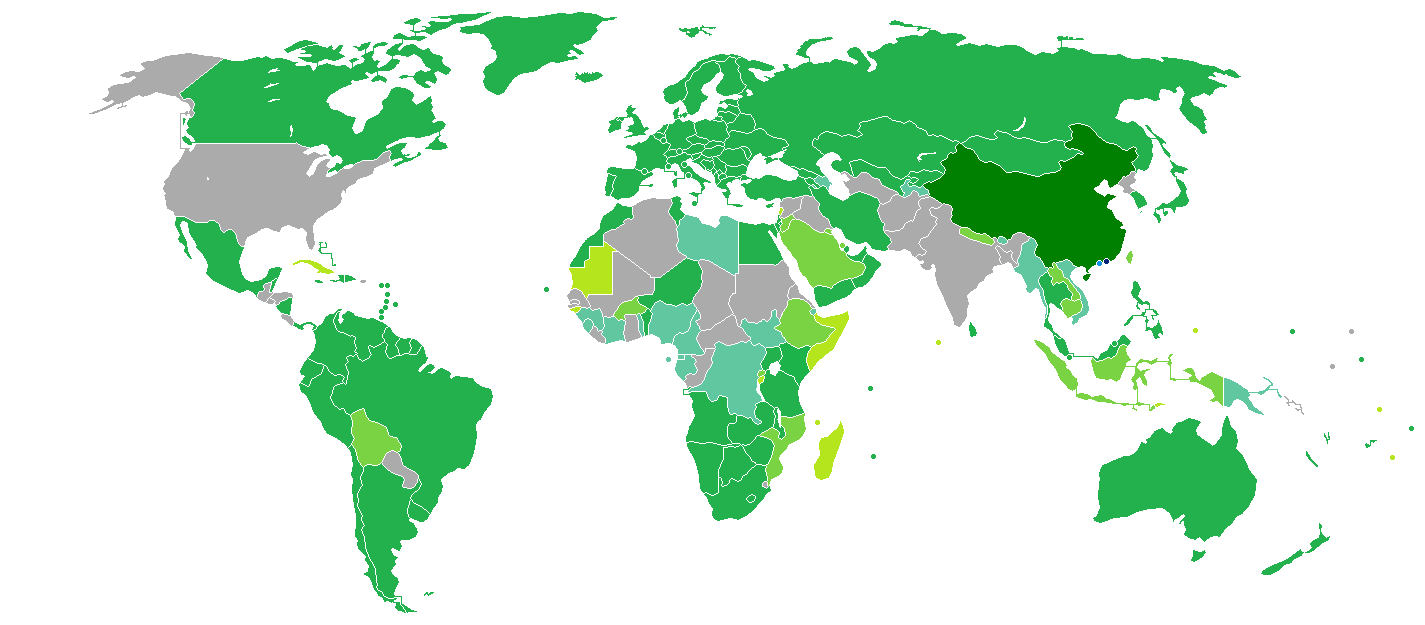
持香港特別行政區護照來往各地的簽證要求
香港
身份證入境
回鄉證入境
免簽證
落地簽證
電子簽證
落地/電子簽證
需要簽證

### 自助出入境檢查

#### 英國
英國的「登記旅客快速通關計劃」（Registered Traveller）已擴展至香港特別行政區電子護照持有人，符合資格的香港旅客經英國政府的相關部門審批及繳交所需費用後，便可在英國適用的機場使用其自助出入境檢查系統辦理相關的出入境手續。

#### 日本
過去十二個月內兩次入境日本，並持有香港特區護照（或其他免簽證護照），沒有任何犯罪紀錄，符合日本政府提出的以下條件，就可以申請可信賴旅客計畫 ，自助出入境日本。
商務人士：
- 過去至少一年全職從事以下任何一個機構/公司，並預定繼續任職

1. 日本或香港的政府機關
2. 政府有份投資的公司（日本或香港）
3. 國際組織
4. 日本上市公司或其子公司
5. 香港的上市公司
6. 在日本或香港，擁有資本超過5億日圓的公司

- 受上述日本合資格公司及機構的邀請，兼有合理公務等原因而要多次出入境

遊客：
- 擁有一張足以證明自己有足夠信用的信用卡
- 「證明您有足夠財務實力的信用卡」僅限於國際品牌授權的白金級或以上信用卡（不接受公司卡）。

（註）國際品牌指VISA、Mastercard、American Express、DinersClub、Discover、JCB、UnionPay。

#### 南韓
符合以下資格的香港居民便可登記韓國Smart Entry Service使用自助出入境檢查服務。
- 年滿17歲或以上；
- 持有香港特別行政區護照（最少6個月有效期）；
- 合資格使用香港e-道服務；及
- 在韓國沒有不良紀錄。[29]

#### 德國
符合以下資格的香港居民可登記使用德國的自助出入境檢查服務（EasyPASS）
- 年滿18歲或以上；
- 持有香港特別行政區電子護照（最少6個月有效期）；及
- 在德國沒有不良紀錄。[30]

#### 新加坡
符合以下資格的香港居民可使用新加坡自助通關系統。
- 年滿6歲或以上；
- 持有香港特別行政區護照（最少6個月有效期）；
- 在新加坡沒有不良紀錄；
- 在網路上提交新加坡入境卡(SGAC)

#### 馬來西亞
符合以下資格的香港居民可使用馬來西亞自助通關系統。
- 身高120cm或以上；
- 持有香港特別行政區護照（最少6個月有效期）；
- 在馬來西亞沒有不良紀錄；
- 在網路上提交馬來西亞入境卡(MDAC)

#### 澳洲
符合以下條件的香港居民可使用澳洲的自助入關系統（Arrivals SmartGate）
- 年滿16歲或以上；
- 持有香港特別行政區電子護照（最少6個月有效期）；
- 持有有效澳洲簽證；及
- 在澳洲沒有不良紀錄 。

#### 泰國
符合以下資格的香港居民可使用泰國的自助出入境檢查服務（Automatic Channel）
- 持有香港特別行政區電子護照 (在抵達泰國當日最少有6個月的有效期)
- 身高不少於120厘米；
- 以訪客身份在泰國逗留不超過30天；及
- 在泰國沒有不良紀錄。

## 來往中國內地、澳門、臺灣安排

### 中國內地
香港特別行政區護照持有人從機場過境內地，若只在內地機場停留不超過24小時且不離開機場口岸限定區域，免辦港澳居民來往內地通行證，可直接憑香港特別行政區護照辦理過境邊檢手續。但在實際情况下，香港特别行政區護照持有人如沒有携带港澳居民來往內地通行證，可能被拒絕登機。
目前，上海浦東機場、廣州白雲機場及北京首都機場24小時直接過境旅客，可免辦邊檢手續。港澳居民從上述任一機場24小時直接過境無須辦理邊檢手續。如需離開口岸限定區域辦理轉機、行李提領等手續，港澳居民應憑其港澳居民來往內地通行證分別辦理入境、出境邊檢手續。

### 澳門
香港特别行政區護照持有人具備前往第三國家或地區的機票及入境簽證，可憑香港特别行政區護照在澳門特别行政區過境最多7日。

### 臺灣
曾經許可造訪臺灣地區，或出生在香港或澳門，且未持有外國護照（不含BNO）的香港特別行政區護照持有人可以在中華民國內政部移民署官網上免費申請30天的短期臨時入境停留許可，即入出境許可證（網簽）。該入臺證可以在申請之日起三個月內用於單次進入臺灣，並停留最多三十天，但只可以入出境一次，之後要再重新上網申請。若入臺證經線上審查核准者，應自行列印許可同意書，在抵達臺灣時於各國境口岸連同有效期限至少為3個月的香港特別行政區護照和回程機票/渡輪票辦理出入境手續。
曾經許可造訪臺灣地區，或出生在香港或澳門，且未持有外國護照（不含BNO）的香港特別行政區護照持有人亦可選擇在抵達臺灣國境口岸時，於臺灣本島機場、港口現場臨櫃辦理短期臨時入境停留許可（落地簽證）。現場辦理時須出示香港特別行政區護照或英國國民（海外）護照（BNO）以及香港永久性居民身分證，該入臺證有效期為三十天，費用為新臺幣300元， 但只可以入出境一次，且入境時仍應填寫入國登記卡。在港澳地區出生者， 目前可憑有效旅行證件，不必事先申請並取得入臺證，可直接以此落地簽證方式進入臺灣地區。而非港澳地區出生者，若於1983年以後曾經申請並或得過入臺證，有出入境記錄，也不必再次申請入臺證，可以憑移民署電腦記錄或其護照記錄，直接以此落地簽證方式進入臺灣地區。
若出生地為非香港或澳門的香港特別行政區護照持有人，除上述1983年以後曾以港澳居民身份赴臺者，均須提前透過中華民國內政部移民署官網境外人士線上申辦系統申請入出境許可證，費用為新臺幣600元整，辦理天數為五個工作天，有效期間自核發之翌日起六個月，該入臺證允許持有人單次進入臺灣地區，每次最多停留30天。

## 爭議
- 在香港高等法院原訟法庭司法覆核案件（Butt, Aziz Akbar v Director of Immigration）(HCAL 32/2007) 一案中，申請人Butt Aziz Akbar曾經要求入境事務處處長就其特區護照中的出生地點由巴基斯坦更改為其出生省份信德省或城市卡拉奇，因為申請人指出若然出生地點一欄為巴基斯坦的話，會令到他離開香港時於外國遭遇到不公平對待，但是處長以護照需要符合國際民用航空組織的標準為理由拒絕，申請人於是提出司法覆核申請。2008年4月16日，高等法院夏正民法官推翻入境事務處處長的決定，申請人最後免費獲得入境處更換一本出生地點是信德省的香港護照[36]。

- 1999年，賴昌星與妻子曾明娜及兒女一同以虛假資料向香港入境處申請及利用香港特區護照免簽證便利前往加拿大温哥华。2000年，賴昌星涉嫌在中國从事走私活动的事件曝光，中國政府正式通緝賴昌星並要求加拿大政府撤消其難民申請資格並將其遣返中國。至於其遣返方面就要求中國承諾不会对賴昌星处以死刑才予以考慮。香港特區政府在當時也證實賴氏是以香港永久居民身份證申請香港特區護照；而事實上赖氏一家已遷居香港多年。不過到了2002年，香港特區政府根據香港法例吊销了賴昌星的香港特區護照，理由是他申请香港永久居民資格过程中有欺骗。賴昌星成為少有被香港政府吊銷護照的人員之一。